# Zrosłowieczek
Zrosłowieczek (Hennediella Paris) – rodzaj mchów należący do rodziny płoniwowatych (Pottiaceae Schimp.). Przedstawiciele tego rodzaju występują prawie na całym świecie.

## Morfologia
GametofityMchy z tego rodzaju tworzą zwykle luźne darnie, zielone na górze, rudobrązowe na dole. Łodyżki wysokości ok. 0,5–1 cm. Listki jajowate do podłużnie lancetowatych, długości od 1,5–3 do 4–7 mm.
SporofitySeta długości 0,05–2,5 cm. Puszka zarodni jajowata do cylindrycznej, długości 0,8–3,5 mm. Wieczko stożkowate do dzióbkowatego. Perystom bez zębów, o zębach śladowych lub 32 długich, skręconych w lewo, długości do 1,5 mm.
ZarodnikiZarodniki o średnicy 8–30 μm.

## Systematyka i nazewnictwo
Według The Plant List rodzaj Hennediella liczy 26 akceptowanych nazw gatunków oraz wymienia ich 22 synonimy.
Wykaz gatunków:
| - Hennediella acletoi (H. Rob.) R.H. Zander - Hennediella acutidentata (Cardot & Thér.) R.H. Zander - Hennediella angustifolia (Herzog) R.H. Zander - Hennediella antarctica (Ångström) Ochyra & Matteri - Hennediella arenae (Besch.) R.H. Zander - Hennediella austrogeorgica (Cardot) Blockeel - Hennediella bellii (E.B. Bartram) R.H. Zander - Hennediella bruchioides (Müll. Hal.) Broth. - Hennediella densifolia (Hook. f. & Wilson) R.H. Zander - Hennediella denticulata (Wilson) R.H. Zander - Hennediella diaguita R.H. Zander & Mahu - Hennediella heimii (Hedw.) R.H. Zander – zrosłowieczek solniskowy - Hennediella heteroloma (Cardot) R.H. Zander | - Hennediella intermedia (R. Br. bis) Paris - Hennediella kunzeana (Müll. Hal.) R.H. Zander - Hennediella limbata (Mitt.) R.H. Zander - Hennediella longipedunculata (Müll. Hal.) R.H. Zander - Hennediella longirostris (Hampe ex Müll. Hal.) R.H. Zander - Hennediella macrophylla (R. Br. bis) Paris - Hennediella marginata (Hook. f. & Wilson) R.H. Zander - Hennediella microphylla (R. Br. bis) Paris - Hennediella oedipodioides (Müll. Hal.) R.H. Zander - Hennediella polyseta (Müll. Hal.) R.H. Zander - Hennediella serrulata (Hook. & Grev.) R.H. Zander - Hennediella stanfordensis (Steere) Blockeel - Hennediella steereana (R.H. Zander & H.A. Crum) R.H. Zander |